# Nepheloleuca atomaria
Nepheloleuca atomaria là một loài bướm đêm trong họ Geometridae.